# Blind (Hurts)
Blind è un singolo del gruppo musicale britannico Hurts, pubblicato il 10 maggio 2013 come secondo estratto dal secondo album in studio Exile.

## Video musicale
Il videoclip, diretto da Nez Khammal (lo stesso che curò il trailer di Exile) e girato il 4 marzo nelle città spagnole di Frigiliana, Mollina, Archidona e Malaga, è stato pubblicato il 3 aprile 2013 sul canale YouTube del gruppo.
Durante le riprese, Theo Hutchcraft scivolò dalle scale e andò contro un cancello di ferro battendo l'occhio destro e la testa; nonostante questo, le riprese continuarono fino alla fine.

## Tracce
CD
1. Blind – 4:24
2. Wonderwall – 4:15 – originariamente interpretata dagli Oasis

7"
- Lato A

1. Blind – 4:23

- Lato B

1. Blind (Directors Cut (Frankie Knuckles & Eric Kupper) Classic Mix) – 7:26

Download digitale
1. Blind – 4:23
2. Blind (Directors Cut (Frankie Knuckles & Eric Kupper) Classic Mix) – 7:26
3. Blind (Jan Driver Remix) – 4:00
4. Wonderwall – 4:15 – originariamente interpretata dagli Oasis
5. Blind (Video) – 4:56

## Classifiche
| Classifica (2013) | Posizione massima |
| ----------------- | ----------------- |
| Austria           | 60                |
| Germania          | 52                |